# صفيراء لينة
صفيراء لينة (الاسم العلمي:Sophora mollis) هو نوع من النباتات يتبع جنس الصفيراء من فصيلة البقولية.